# 穆亚克 (吉伦特省)
穆亚克（法語：Mouillac，法語發音：[mujak]）是法国吉伦特省的一个市镇，属于利布尔讷区。

## 地理
穆亚克（45°0'29"N, 0°21'10"W）面积1.87 平方千米，位于法国新阿基坦大区吉倫特省，该省份为法国西南部沿海省份，是法國本土面积最大的省，北起滨海夏朗德省，西临大西洋，南至朗德省，东南接洛特-加龍省，东临多爾多涅省。
与穆亚克接壤的市镇（或旧市镇、城区）包括：圣热内德弗龙萨克、瓦勒德维尔韦、韦拉克、萨利尼亚克。

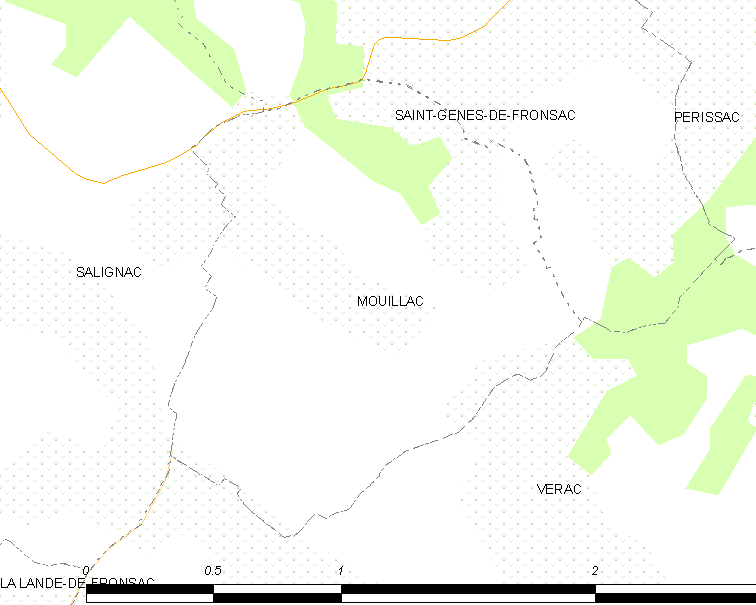
的OSM定位图

穆亚克的时区为UTC+01:00、UTC+02:00（夏令时）。

## 行政
穆亚克的邮政编码为33240，INSEE市镇编码为33295。

## 政治
穆亚克所属的省级选区为勒利布尔奈-弗龙萨代县。

## 人口

1962-2008年间人口变化图示

穆亚克于2022年1月1日时的人口数量为89人。